# Тіоридазин
Тіоридазин (англ. Thioridazine, лат. Thioridazinum) — синтетичний лікарський засіб, що є піперидиновим похідним фенотіазину та належить до групи антипсихотичних препаратів. Тіоридазин застосовується перорально. Тіоридазин синтезований у лабораторії компанії «Novartis» на початку 60-х років ХХ століття, яка випускала препарат під торговою назвою «Меллерил». Проте зараз застосування препарату в багатьох країнах заборонене або обмежене у зв'язку із частими побічними ефектами з боку серцево-судинної системи (аритмії) та виникненням ретинопатії.

## Фармакологічні властивості
Тіоридазин — синтетичний антипсихотичний препарат, що є піперидиновим похідним фенотіазину. Механізм дії препарату полягає у блокуванні дофамінових рецепторів, переважно D2-типу, частково D1, у мезолімбічних структурах головного мозку. Це призводить до значного блокування рухової активності, вираженого седативного ефекту, пригнічення сенсорної системи. Усі ці ефекти призводять до вираженого антипсихотичного ефекту. Тіоридазин також блокує м-холінорецептори та гістамінові Н1-рецептори, діє на серотонінові рецептори 5-НТ2, має також альфа-адреноблокуючі властивості, і його застосування супроводжується значним зниженням артеріального тиску. Блокування дофамінових рецепторів при застосуванні тіоридазину призводить також до підвищення секреції пролактину в гіпофізі. Тіоридазин не посилює депресію, та має антидепресивні властивості, проте за силою антипсихотичної дії слабший за аміназин та левомепромазин. У тіоридазина більш вираженим є заспокійливий ефект без виникнення надмірної загальмованості, а також має частково стимулюючий ефект на нервову систему, препарат спричинює виникнення меншої кількості екстрапірамідних побічних ефектів за більшість інших нейролептиків та лише зрідка появу злоякісного нейролептичного синдрому. Тіоридазин застосовується при психічних та емоційних порушеннях, що супроводжуються страхом, тривожністю, збудженням; при шизофренії; органічних психозах, у тому числі в осіб похилого віку; психомоторному збудженні; маніакально-депресивних станах; алкогольному абстинентному синдромі; та для корекції психічних розладів та розладів поведінки у дітей. У менших дозах (20—75 мг/добу) препарат має більше антидепресивний, анксіолітичний, антифобічний та психостимулюючий ефект; а в дозах 150—600 мг/добу має більш виражений антипсихотичний ефект. Тіоридазин малоефективний при дементних розладах, та може спричинити при застосуванні погіршення когнітивних функцій. Окрім того, тіоридазин часто спричинює побічні ефекти з боку серцево-судинної системи (аритмії) та виникнення ретинопатії, у зв'язку з чим його клінічне застосування в низці країн заборонене або суттєво обмежене.

### Фармакокінетика
Тіоридазин швидко й добре всмоктується після перорального застосування, біодоступність препарату не досліджена. Максимальна концентрація тіоридазину досягається протягом 1—4 годин після прийому препарату. Тіоридазин проходить через гематоенцефалічний бар'єр, через плацентарний бар'єр та виділяється в грудне молоко. Препарат метаболізується в печінці з утворенням кількох активних метаболітів. Виводиться тіоридазин з організму як із сечею, так і з жовчю. Період напіввиведення препарату коливається від 6 до 40 годин.

## Покази до застосування
Тіоридазин застосовують при психічних та емоційних порушеннях, що супроводжуються страхом, тривожністю, збудженням; при шизофренії; органічних психозах, у тому числі в осіб похилого віку; психомоторному збудженні; маніакально-депресивних станах; алкогольному абстинентному синдромі; та для корекції психічних розладів та розладів поведінки у дітей.

## Побічна дія
При застосуванні тіоридазину найнебезпечнішими побічними ефектами є виникнення аритмій та порушень провідності серця, а також ретинопатії. Часто при застосуванні тіоридазину спостерігаються також сонливість, паркінсонізм, психомоторне збудження, порушення зору, диспепсія, аменорея, порушення еякуляції, периферичні набряки, шкірні алергічні реакції. Іншими побічними ефектами при застосуванні препарату є:
- Алергічні реакції — фотодерматоз, набряк обличчя і гортані, еритема шкіри, бронхіальна астма, гарячка, бронхоспазм, меланома шкіри, прогресуюче посилення пігментації шкіри, системний червоний вовчак.
- З боку травної системи — нудота, блювання, запор або діарея, жовтяниця, підвищення апетиту, сухість у роті, холестатичний синдром, паралітична кишкова непрохідність.
- З боку нервової системи — сплутаність свідомості, дезорієнтація, судоми, головний біль, дискінезія, дистонія, опістотонус, посилення рефлексів, акатизіяія, тремор, реактивація симптомів психозу, вкрай рідко злоякісний нейролептичний синдром.
- З боку ендокринної системи — гінекомастія, галакторея, порушення менструального циклу, збільшення маси тіла, збільшення молочних залоз.
- З боку сечостатевої системи — зниження лібідо, затримка сечопуску, нетримання сечі, пріапізм.
- Зміни в лабораторних аналізах — лейкопенія, агранулоцитоз, тромбоцитопенія, еозинофілія, панцитопенія, апластична анемія.

## Протипокази
Тіоридазин протипоказаний при підвищеній чутливості до препарату, при важкому пригніченні нервової системи, важкій депресії, прогресуючих системних захворюваннях головного або спинного мозку, важкій фоточутливості, важких серцево-судинних захворюваннях, феохромоцитомі, вираженій артеріальній гіпотензії, захворюваннях крові, порфірії, при одночасному застосуванні з флуоксетином, пароксетином, пропранололом, піндололом, флувоксаміном, дітям у віці менше 1 року.

## Форми випуску
Тіоридазин випускається у вигляді таблеток і драже по 0,01; 0,025; 0,05 і 0,1 г.